# Acanthodelta lantzii
Acanthodelta lantzii är en fjärilsart som beskrevs av Vins. Acanthodelta lantzii ingår i släktet Acanthodelta och familjen nattflyn. Inga underarter finns listade i Catalogue of Life.